# شعبية نالوت

## أهم المدن
- طمزين
- فرسطاء
- نالوت
- كاباو
- غدامس
- تيجي
- بدر

## أهم المناطق داخل شعبية
- نالوت
- درج
- سيناون
- تيجي
- المجابرة
- تندميرة
- طمزين
- كاباو
- فرسطاء
- أولاد طالب
- وازن
- أولاد محمود (تيغيت)
- الحرابة
- بدر
- الجوش
- الغزايا
- الحوامد
- بقيقيلة
- الخربة
- الجابية
- وادي السدر
- أم الفار
- وادي بالرصف البدارنه

## وصلات خارجية
- خبار بلادي .. ليبيا .. شعبية نالوت